# Campionato europeo maschile under 20 di pallavolo 1994
Il campionato europeo juniores di pallavolo maschile 1994 si è svolto dal 3 settembre all'11 settembre 1994 ad Ankara, in Turchia. Al torneo hanno partecipato 12 squadre nazionali europee e la vittoria finale è andata per la prima volta alla Russia.

## Regolamento
Le dodici sono state divise in due gironi: al termine della prima fase, le prime due classificate di ogni girone hanno acceduto alle semifinali per il primo posto, la terza e la quarta classificata di ogni girone hanno acceduto alle semifinali per il quinto posto, mentre le ultime classificate di ogni girone hanno acceduto alle semifinali per il nono posto.

## Gironi
| Girone A                                             | Girone B                                          |
| ---------------------------------------------------- | ------------------------------------------------- |
| Finlandia Francia Portogallo Rep. Ceca Russia Spagna | Bielorussia Croazia Grecia Italia Turchia Ucraina |

## Fase finale

### Finali 1º e 3º posto
|  | Semifinali | Semifinali | Semifinali |        |         | Finale 1º/2º posto | Finale 1º/2º posto | Finale 1º/2º posto |  |
|  |            |            |            |        |         |                    |                    |                    |  |
|  | Francia    | Francia    | 3          |        |         |                    |                    |                    |  |
|  | Francia    | Francia    | 3          |        |         |                    |                    |                    |  |
|  | Italia     | Italia     | 1          |        |         |                    |                    |                    |  |
|  | Italia     | Italia     | 1          |        | Francia | Francia            | 0                  |                    |  |
|  |            |            |            |        | Francia | Francia            | 0                  |                    |  |
|  |            |            | Russia     | Russia | 3       |                    |                    |                    |  |
|  | Russia     | Russia     | Russia     | Russia | 3       | 3                  |                    |                    |  |
|  | Russia     | Russia     |            |        |         | 3                  |                    |                    |  |
|  | Turchia    | Turchia    | 0          |        |         | Finale 3º/4º posto | Finale 3º/4º posto | Finale 3º/4º posto |  |
|  | Turchia    | Turchia    | 0          |        |         |                    |                    |                    |  |
|  |            |            |            |        |         |                    |                    |                    |  |
|  |            |            |            |        |         | Italia             | Italia             | 3                  |  |
|  |            |            |            |        |         | Italia             | Italia             | 3                  |  |
|  |            |            |            |        |         | Turchia            | Turchia            | 0                  |  |

### Finali 5º e 7º posto
|  | Semifinali  | Semifinali  | Semifinali  |             |        | Finale 5º/6º posto | Finale 5º/6º posto | Finale 5º/6º posto |  |
|  |             |             |             |             |        |                    |                    |                    |  |
|  | Grecia      | Grecia      | 3           |             |        |                    |                    |                    |  |
|  | Grecia      | Grecia      | 3           |             |        |                    |                    |                    |  |
|  | Spagna      | Spagna      | 1           |             |        |                    |                    |                    |  |
|  | Spagna      | Spagna      | 1           |             | Grecia | Grecia             | 3                  |                    |  |
|  |             |             |             |             | Grecia | Grecia             | 3                  |                    |  |
|  |             |             | Bielorussia | Bielorussia | 2      |                    |                    |                    |  |
|  | Bielorussia | Bielorussia | Bielorussia | Bielorussia | 2      | 3                  |                    |                    |  |
|  | Bielorussia | Bielorussia |             |             |        | 3                  |                    |                    |  |
|  | Finlandia   | Finlandia   | 0           |             |        | Finale 7º/8º posto | Finale 7º/8º posto | Finale 7º/8º posto |  |
|  | Finlandia   | Finlandia   | 0           |             |        |                    |                    |                    |  |
|  |             |             |             |             |        |                    |                    |                    |  |
|  |             |             |             |             |        | Spagna             | Spagna             | 0                  |  |
|  |             |             |             |             |        | Spagna             | Spagna             | 0                  |  |
|  |             |             |             |             |        | Finlandia          | Finlandia          | 3                  |  |

### Finali 9º e 11º posto
|  | Semifinali | Semifinali | Semifinali |            |           | Finale 9º/10º posto  | Finale 9º/10º posto  | Finale 9º/10º posto  |  |
|  |            |            |            |            |           |                      |                      |                      |  |
|  | Rep. Ceca  | Rep. Ceca  | 3          |            |           |                      |                      |                      |  |
|  | Rep. Ceca  | Rep. Ceca  | 3          |            |           |                      |                      |                      |  |
|  | Croazia    | Croazia    | 0          |            |           |                      |                      |                      |  |
|  | Croazia    | Croazia    | 0          |            | Rep. Ceca | Rep. Ceca            | 3                    |                      |  |
|  |            |            |            |            | Rep. Ceca | Rep. Ceca            | 3                    |                      |  |
|  |            |            | Portogallo | Portogallo | 2         |                      |                      |                      |  |
|  | Portogallo | Portogallo | Portogallo | Portogallo | 2         | 3                    |                      |                      |  |
|  | Portogallo | Portogallo |            |            |           | 3                    |                      |                      |  |
|  | Ucraina    | Ucraina    | 0          |            |           | Finale 11º/12º posto | Finale 11º/12º posto | Finale 11º/12º posto |  |
|  | Ucraina    | Ucraina    | 0          |            |           |                      |                      |                      |  |
|  |            |            |            |            |           |                      |                      |                      |  |
|  |            |            |            |            |           | Croazia              | Croazia              | 3                    |  |
|  |            |            |            |            |           | Croazia              | Croazia              | 3                    |  |
|  |            |            |            |            |           | Ucraina              | Ucraina              | 0                    |  |

## Classifica finale
| Classifica | Squadre     | Qualificazione                   |
| ---------- | ----------- | -------------------------------- |
|            | Russia      | Campionato europeo juniores 1996 |
|            | Francia     | Campionato europeo juniores 1996 |
|            | Italia      | Campionato europeo juniores 1996 |
| 4          | Turchia     |                                  |
| 5          | Grecia      |                                  |
| 6          | Bielorussia |                                  |
| 7          | Finlandia   |                                  |
| 8          | Spagna      |                                  |
| 9          | Rep. Ceca   |                                  |
| 10         | Portogallo  |                                  |
| 11         | Croazia     |                                  |
| 12         | Ucraina     |                                  |